# Nannerl, la sœur de Mozart
Pour plus de détails, voir Fiche technique et Distribution.
Nannerl, la sœur de Mozart est un film français réalisé par René Féret, sorti en 2010.

## Synopsis
Sœur aînée du jeune et génie Mozart, la virtuose Nannerl est présentée en compagnie de son petit frère à toutes les cours européennes. Après trois ans sur les routes, la famille Mozart arrive à Versailles. Missionnée par une sœur du dauphin retenue dans un couvent, elle doit remettre en secret une lettre d'amour à un maître de musique de la cour et pour faciliter sa mission elle se travestit en garçon. La jeune fille rencontre aussi le Dauphin de France, veuf depuis peu et subjugué par les dons du faux jeune homme. Conscient du réel talent de Nannerl, ce dernier l'encourage à écrire sa propre musique, mais le père Mozart le lui interdit, au nom de son statut de fille.

## Fiche technique
- Réalisation et scénario : René Féret
- Décors : Veronica Fruhbrodt
- Costume : Dominique Louis
- Photo : Benjamin Echazarreta
- Montage : Fabienne Féret
- Musique : Marie-Jeanne Serero
- Producteur : René Féret et Fabienne Féret
- Distribution : JML Distribution
- Pays :  France
- Langue : français
- Durée : 120 minutes
- Date de sortie : 
  - France : 9 juin 2010

## Distribution
- Marie Féret : Nannerl Mozart
- Marc Barbé : Léopold Mozart
- Delphine Chuillot : Anna Maria Mozart
- David Moreau : Wolfgang Mozart
- Clovis Fouin : Le Dauphin
- Lisa Féret : Louise de France
- Adèle Leprêtre : Victoire de France
- Valentine Duval : Sophie de France
- Dominique Marcas : la mère abbesse
- Mona Heftre : Madame Van Eyck
- Salomé Stévenin : Isabelle d'Aubusson
- Nicolas Giraud : le maître de musique Versailles
- Arthur Tos : Hugues le Tourneur
- Océane Jubert : Marie-Josèphe de Saxe
- Julien Féret : le maître de musique de l'Abbaye
- René Féret : le professeur de musique